# 学園南 (つくば市)

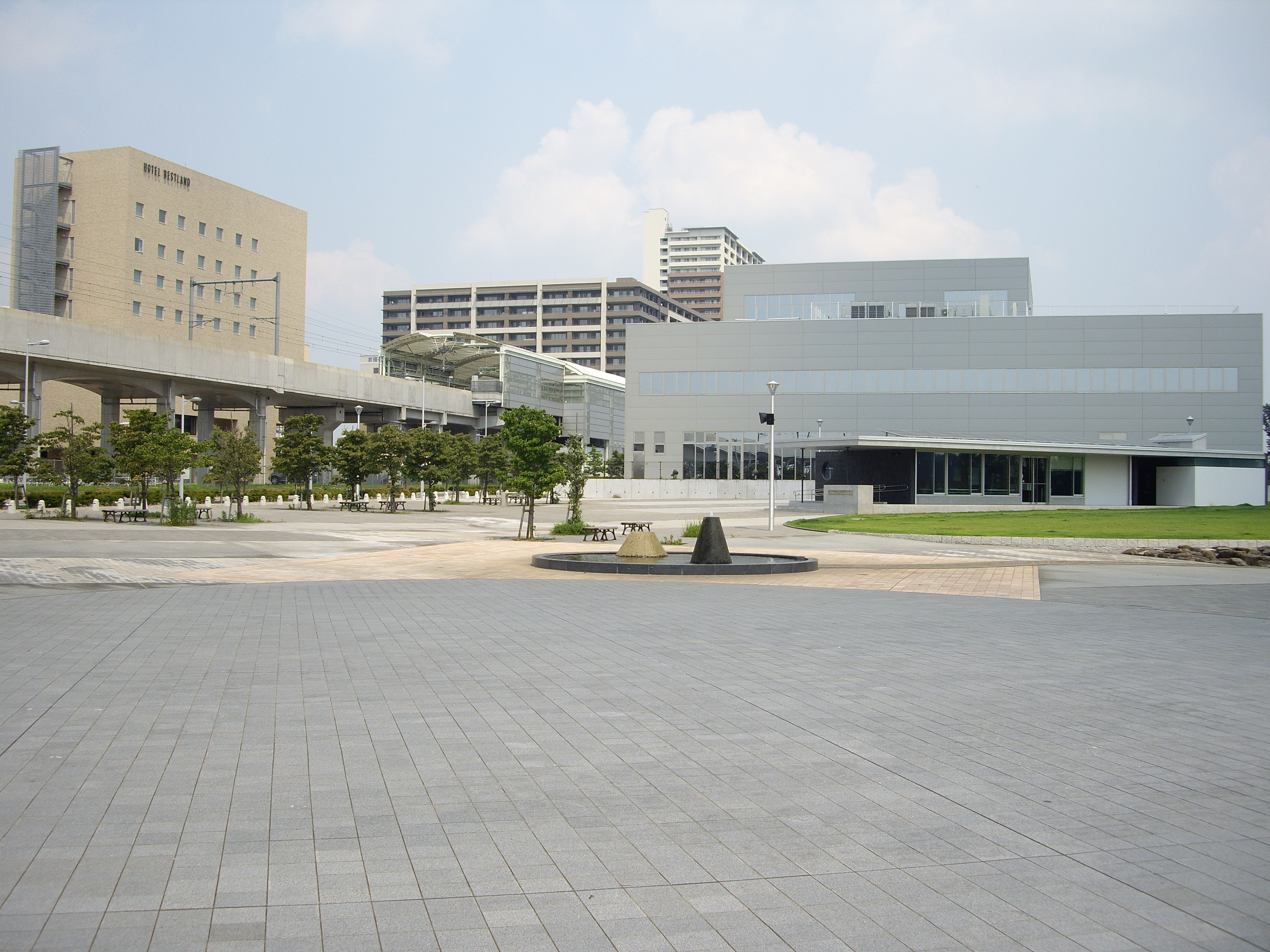
研究学園駅前

学園南（がくえんみなみ）は茨城県つくば市の町名。現行行政地名は学園南一丁目から学園南三丁目。葛城一体型特定土地区画整理事業施行エリアのうち、首都圏新都市鉄道つくばエクスプレスの南側に当たる区域である。

## 地理
つくば市中央部に位置する。一丁目や三丁目は主に戸建住宅街として整備が進んでおり、首都圏新都市鉄道つくばエクスプレス研究学園駅の南側に当たる二丁目は、高層マンション等の集合住宅地として整備されている。また、研究学園駅前には大型公園である研究学園駅前公園やサイバーダイン社新社屋が置かれる。地域内を南北にサイエンス大通りが通るほか、南端をエキスポ大通りが通る。計画人口は3,940人。
東は刈間、西は面野井、南は西大橋、北は研究学園と接している。

### 丁目と仮換地番号
2014年（平成26年）6月28日、土地区画整理法第103条第4項による換地処分により、正式運用が開始された。それまで使用されていた仮換地街区画地番号は以下の丁目に設定されていた（番号は研究学園・学園南・学園の森で通し番号となっていた）。
- 学園南一丁目 - D30、D57 - D72（計画人口830人、0.45km2）
- 学園南二丁目 - D20 - D29（計画人口640人、0.25km2）
- 学園南三丁目 - E57 - E127（計画人口2,470人、0.2km2）

## 歴史
かつては新治郡面野井村、苅間村、岡村（1868年（明治元年）より西岡村）、根崎村の各一部で、1889年（明治22年）より葛城村（1896年（明治29年）に筑波郡に移行）、1955年（昭和30年）より筑波郡谷田部町、1987年（昭和62年）よりつくば市の大字面野井、大字刈間、大字西岡、大字葛城根崎（1955年（昭和30年）まで根崎）の一部となっているなっていた。第二次世界大戦前後の地域内には葛城村の村有地が存在していたが、戦後に開拓者に払い下げられ農業地域として開拓が行われた。しかし、県により用地買収が行われ、1964年（昭和39年）に日本自動車研究所が開設。また、首都圏新都市鉄道つくばエクスプレス建設に当たり、研究所敷地内に駅の設置及び新市街地の建設が計画され、再度用地を買収。現在では筑波研究学園都市の副都心機能を持つ街の南部地域として開発が進められている。
2014年（平成26年）6月27日につくばエクスプレス研究学園駅地区（葛城一体型特定土地区画整理事業地区）の換地公告が行われたことにより、翌28日より「学園南」が正式町名として運用開始された。

### 地名の由来
つくばエクスプレスの「研究学園駅」の南に位置することより。

### 町名の変遷
| 実施後       | 実施年月日                | 実施前（各大字ともその一部） |
| ------------ | ------------------------- | ---------------------------- |
| 学園南一丁目 | 2014年（平成26年）6月28日 | 面野井、苅間、西岡、西大橋   |
| 学園南二丁目 | 2014年（平成26年）6月28日 | 苅間、西大橋、葛城根崎       |
| 学園南三丁目 | 2014年（平成26年）6月28日 | 苅間、西大橋、葛城根崎       |

## 世帯数と人口
2017年（平成29年）8月1日現在の世帯数と人口は以下の通りである。
| 丁目        | 世帯数    | 人口    |
| ----------- | --------- | ------- |
| 学園南1丁目 | 226世帯   | 504人   |
| 学園南2丁目 | 537世帯   | 1,243人 |
| 学園南3丁目 | 578世帯   | 1,638人 |
| 計          | 1,341世帯 | 3,385人 |

## 小・中学校の学区
市立小・中学校に通う場合、学区は以下の通りとなる。
| 番   | 小学校     | 中学校       |
| ---- | ---------- | ------------ |
| 全域 | 葛城小学校 | 手代木中学校 |

## 施設
- 研究学園駅前公園
- サイバーダイン